# 146 Carinae
146 Carinae (H Carinae) é uma estrela na direção da Carina. Possui uma ascensão reta de 09h 31m 36.32s e uma declinação de −73° 04′ 51.3″. Sua magnitude aparente é igual a 5.46. Considerando sua distância de 791 anos-luz em relação à Terra, sua magnitude absoluta é igual a −1.47. Pertence à classe espectral K4III.